# 카펜베르크

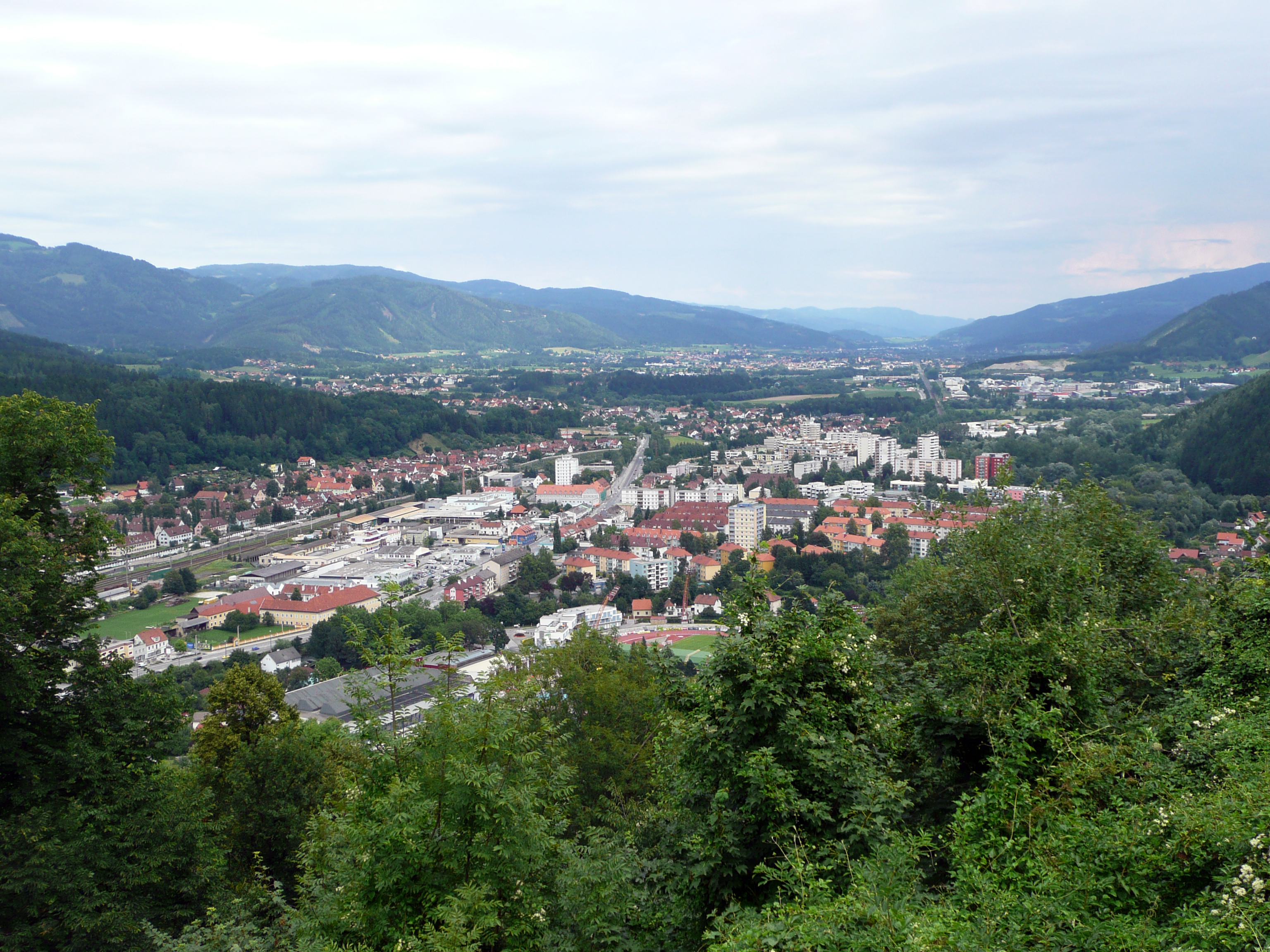
카펜베르크

카펜베르크(독일어: Kapfenberg)는 오스트리아 슈타이어마르크주에 위치한 도시로 면적은 61.2km2, 높이는 502m, 인구는 21,503명(2016년 1월 1일 기준), 인구 밀도는 350명/km2이다.

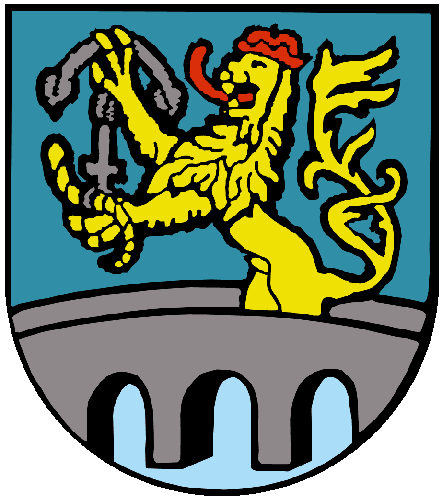
시 문장